# ペガスス座
ペガスス座（）は、現代の88星座の1つで、プトレマイオスの48星座の1つ。古代ギリシアの伝承に登場する翼の生えた馬ペーガソスをモチーフとしている。日本の学術用語では「ペガスス座」という表記が定められているが、英語風の読みのペガサス座と呼ばれることもある。
α・β・γ とアンドロメダ座のα星からつくられる四辺形は、ペガススの四辺形や「秋の四辺形」の名で親しまれている。

## 主な天体

### 恒星
最も明るく見えるε と「ペガススの四辺形」を成す α・β の計3つの2等星がある。α・β・γ とアンドロメダ座α の4つの星を頂点とする台形に近い形をした四辺形は、「ペガススの四辺形(英: Great Square of Pegasus)」や「秋の四辺形」と呼ばれる。台形の脚に当たる γ-アンドロメダ座α と β-α の線分をそれぞれ延長した直線が交わる辺りに北極星を見つけることができる。

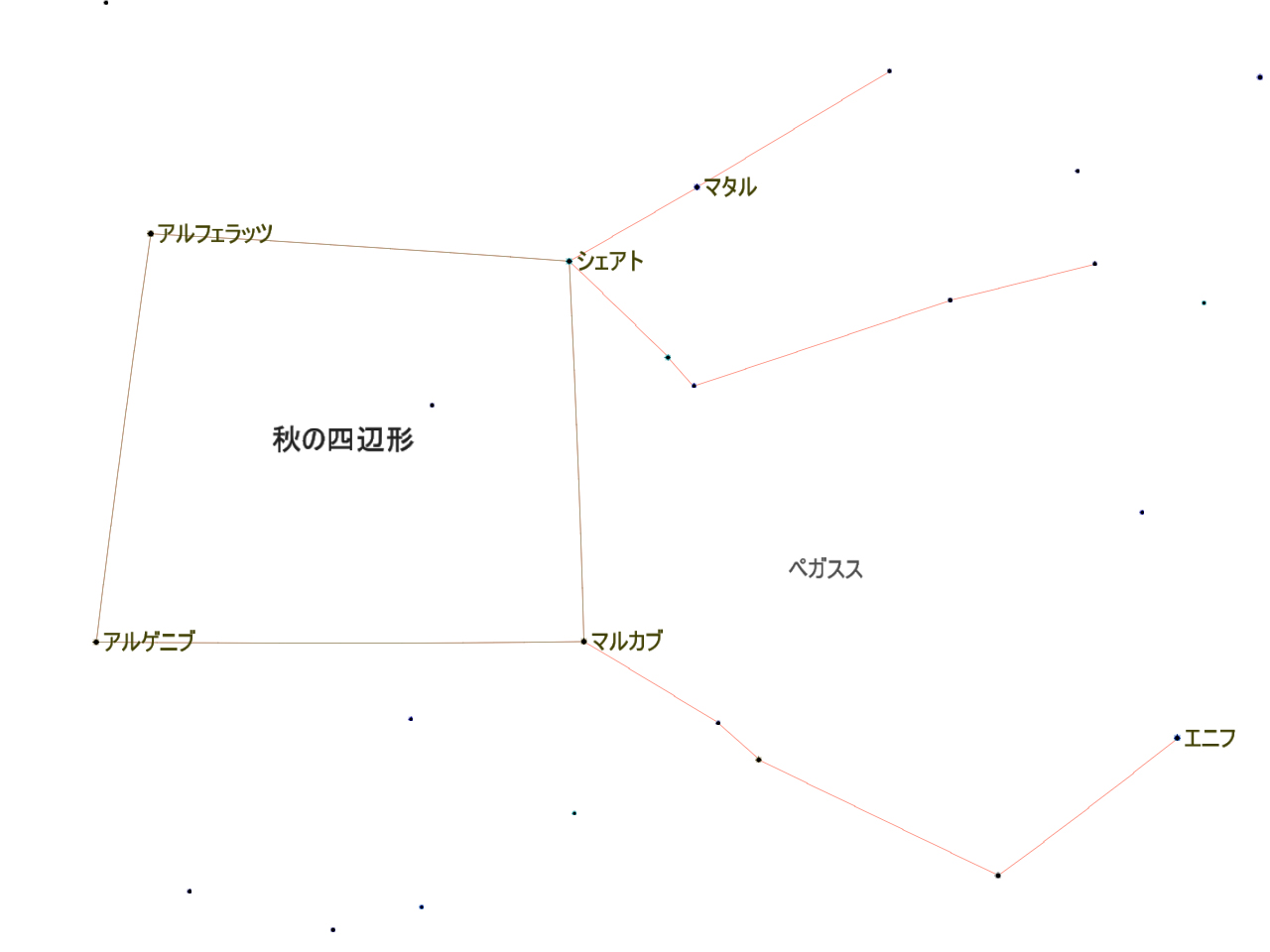
ペガススの四辺形 (Great Square of Pegasus) とペガスス座。

2023年10月現在、国際天文学連合 (IAU) によって15個の恒星に固有名が認証されている。
- α星：見かけの明るさ2.48 等、スペクトル型 B9III の青色巨星で、2等星[10]。アラビア語で「馬の背（肩）」を意味する言葉に由来する[18]「マルカブ[19](Markab[17])」という固有名が認証されている。
- β星：見かけの明るさ2.42 等、スペクトル型 M2.5II-III の赤色巨星で、2等星[11]。脈動変光星の分類の1つ「長周期変光星 (Long-Period Variable)」のLB型に分類されており、不規則な周期で2.31 等から2.71 等の範囲で変光する[20]。アラビア語で「すね」を意味する 言葉に由来する[18]「シェアト[19](Scheat[17])」という固有名が認証されている。
- γ星：見かけの明るさ2,84 等、スペクトル型 B2IV の準巨星で、3等星[21]。脈動変光星の分類の1つ「ケフェウス座ベータ型変光星 (BCEP)」に分類されており、約0.152 日の周期で2.78 等から2.89 等の範囲で明るさを変化させる[22]。アラビア語で「脇腹[18]」あるいは「馬の翼[23]」を意味する言葉を語源とする「アルゲニブ[19](Algenib[17])」という固有名が認証されている。
- ε星：見かけの明るさ2.39 等、スペクトル型 K2Ib-II の赤色超巨星で、2等星[12]。脈動変光星の分類の1つ「長周期変光星」のLC型に分類されており、不規則な周期で0.7 等から3.5 等の範囲で明るさを変化させる[24]。固有名の「エニフ[19](Enif[17])」はアラビア語で「鼻」を意味する言葉に由来するとされるが、アラビア語の文献が現存しないため真の由来は定かではない[18]。
- ζ星：太陽系から約228 光年の距離にある、見かけの明るさ3.41 等の、スペクトル型 B8V のB型主系列星で、3等星[25]。約1′離れた位置に見える12等星のB星とは見かけの二重星の関係にあるが、約3′離れた位置にある12等星のC星とは連星系を成している可能性がある[26]。A星には、アラビア語で「英雄の幸運」という意味の言葉に由来する[18]「ホマム[19](Homam[17])」という固有名が認証されている。
- η星：太陽系から約196 光年の距離にある分光連星。スペクトル型 G8II の Aa星と F0V のAb星のペアの見かけの明るさは2.95 等[27]。このペアから91″離れた位置に見えるB星とC星も連星を成していると考えられている[28]が、Aa-AbのペアとB-Cのペアが連星系を成しているかは不明である[29]。Aa星には、アラビア語で「雨の幸運（の星）」という意味の言葉に由来する[18]「マタル[19](Matar[17])」という固有名が認証されている。
- θ星：太陽系から約89 光年の距離にある、見かけの明るさ3.55 等、スペクトル型 A1Va のA型主系列星で、4等星[30]。アラビア語で「（子羊や子ヤギなどの）若い獣の幸運（の星）」を意味する言葉に由来する[18]「ビハム[19](Biham[17])」という固有名が認証されている。
- μ星：太陽系から約113 光年の距離にある、見かけの明るさ3.48 等、スペクトル型 G8+III の巨星で、3等星[31]。アラビア語で「優れているものの幸運（の星）」という意味の言葉に由来する「サダルバリ[19](Sadalbari[17])」という固有名が認証されている。
- τ星：太陽系から約157 光年の距離にある、見かけの明るさ4.580 等、スペクトル型 A5Vp のA型主系列星で、5等星[32]。脈動変光星の分類の1つ「たて座δ型変光星」の中でも、変光の振幅が0.1 等未満のグループである DSCTC型に分類されている[33]。アラビア語で「革製の釣瓶」を意味する言葉に由来する[23]「サルム[19](Salm[17])」という固有名が認証されている。
- υ星：太陽系から約174 光年の距離にある、見かけの明るさ4.40 等、スペクトル型 F8III の巨星で、4等星[34]。アラビア語で「釣瓶のひも」を意味する言葉に由来する[23]「アルカラブ[19](Alkarab[17])」という固有名が認証されている。
- 51番星：太陽系から約50.6 光年の距離にある、見かけの明るさ5.46 等、スペクトル型 G2IV の5等星[35]。直径約157万 キロメートルと太陽の約1.2倍の大きさで、約1.6倍の金属量を持つと考えられている[35]。1995年にジュネーブ天文台のミシェル・マイヨールとディディエ・ケローが、史上初めて太陽以外の恒星を周る惑星の存在を確認した。この功績により、マイヨールとケローは2019年のノーベル物理学賞を受賞している。この惑星ペガスス座51番星b は発見者らによって非公式にベレロフォン (Bellerophon) と呼ばれていた[36]が、2015年に開催されたIAUの太陽系外惑星命名キャンペーン「NameExoWorlds」でスイスのルツェルンにある天文クラブからの提案が採用され、主星には「ヘルヴェティオス[19](Helvetios[17])」、惑星bには Dimidium という固有名が認証された。
- WASP-21：太陽系から約834 光年の距離にある、見かけの明るさ11.55 等、スペクトル型 G3V のG型主系列星で、12等星[37]。2019年に開催されたIAUの100周年記念行事「IAU100 NameExoWorlds」でブルガリア共和国に命名権が与えられ、主星は Tangra、太陽系外惑星は Bendida とそれぞれ命名された[38]。
- WASP-52：太陽系から約570 光年の距離にある、見かけの明るさ12.0 等、スペクトル型 K2V のK型主系列星で、12等星[39]。2019年に開催されたIAUの100周年記念行事「IAU100 NameExoWorlds」でトルコ共和国に命名権が与えられ、主星は Anadolu、太陽系外惑星は Göktürk とそれぞれ命名された[38]。
- WASP-60：太陽系から約1,403 光年の距離にある、見かけの明るさ12.18 等、スペクトル型 G1V のG型主系列星で、12等星[40]。2019年に開催されたIAUの100周年記念行事「IAU100 NameExoWorlds」でセルビア共和国に命名権が与えられ、主星は Morava、太陽系外惑星は Vlasina とそれぞれ命名された[38]。
- BD+14 4559：太陽系から約161 光年の距離にある[41]、見かけの明るさ9.63 等、スペクトル型 K2V のK型主系列星で、10等星[42]。2019年に開催されたIAUの100周年記念行事「IAU100 NameExoWorlds」でポーランド共和国に命名権が与えられ、主星は Solaris、太陽系外惑星は Pirx とそれぞれ命名された[38]。

その他、以下の恒星が知られている。
- IK星：太陽系から約150 光年の距離にある、たて座δ型変光星と白色矮星から成る分光連星で6等星[43]。主星は0.044 日の周期で0.03 等の振幅で明るさを変えている[44]。将来、伴星の白色矮星に主星から流出する物質の降着が進んで、Ia型超新星爆発を起こすものと推測されている[45]。
- LL星：炭素星を主星とする連星系[46]。連星全体が主星が星間空間に放出したガスや塵で作られた原始惑星状星雲に覆われており、可視光の波長では連星の様子を観測できないため、主に赤外線波長で観測されている。主星はミラ型に分類される脈動変光星で、赤外線波長（Kバンド）では696日の周期で9.64 等から11.60 等の範囲で変光している[47]。
- HD 209458：太陽系から約157 光年の距離にある、見かけの明るさ7.63 等、スペクトル型F9V のF型主系列星で、8等星[48]。1999年に史上初めて系外惑星の恒星面通過（トランジット）が確認された[49][50][注 3]。このことから、惑星によるトランジットで変光する食変光星のプロトタイプとされている[51]。発見された惑星は非公式ながら オシリス と呼ばれている。
- HR 8799：太陽系から約133 光年の距離にある、見かけの明るさ5.953 等、スペクトル型F0+VkA5mA5 の6等星[52]。分光スペクトル中の金属線の特徴から化学特異星のグループの1つ「うしかい座λ型星」に分類されている[53]。また、変光星としては回転変光星の「回転楕円体型変光星 (ERR)[54]」または脈動変光星の「かじき座γ型変光星 (GDOR)[55]」に分類されており、0.504918 日の周期で0.06等の振幅で変光している[55]。2008年から2010年にかけて4つの系外惑星の存在が直接撮像で確認されている[56]。

### 星団・星雲・銀河
18世紀フランスの天文学者シャルル・メシエが編纂した『メシエカタログ』に挙げられた球状星団が1つ位置している。また、3つの天体がパトリック・ムーアがアマチュア天文家の観測対象に相応しい星団・星雲・銀河を選んだ「コールドウェルカタログ」に選ばれている。
- M15：太陽系から約3万3800光年の距離にある球状星団[59]。1746年にイタリアの天文学者ジャン・ドミニク・マラルディが発見した[60]。天の川銀河に属する既知の球状星団の中で最も古くから存在するものの1つで、その年齢は約120億歳と見られている[61]。また、天の川銀河の球状星団の中で最も集中度の高いものの1つで、星団の全質量の半分が含まれる半径 (harf-mass radius) は約10 光年と、星団の半径175 光年に比べて極めて小さい[60]。星団の中心部には中間質量ブラックホールが存在すると推測されている[61]。1928年に発見された惑星状星雲ピーズ 1（英語版）は、球状星団内に存在する惑星状星雲として初めて発見されたものとなった[60][61]。
- NGC 7331：天の川銀河から約4730万 光年の距離にある渦巻銀河[62]。コールドウェルカタログの30番に選ばれている[58]。1784年にイギリスの天文学者ウィリアム・ハーシェルが発見した[63]。中心を貫く棒状構造こそないものの、大きさ・形・質量・星形成率・星の数・中心部の超大質量ブラックホール・渦状腕等の特徴が天の川銀河と似ている[64]ことから、天の川銀河の双子と呼ばれることがある[64][65][66]。
- NGC 7814：天の川銀河から約4300万 光年[67]の距離にある渦巻銀河[68]。コールドウェルカタログの43番に選ばれている[58]。銀河円盤をほぼ真横から見た「エッジオン銀河」で、その姿がおとめ座のM104 ソンブレロ銀河と似ていることから Little Sombrero[69]と呼ばれることがある。
- NGC 7479：天の川銀河から約9850万 光年の距離にある棒渦巻銀河[70]。コールドウェルカタログの44番に選ばれている[58]。1784年にウィリアム・ハーシェルが発見した[71]。2型セイファート銀河やLINERに分類される活動銀河[72]で、渦状腕と銀河円盤の中に盛んな星形成が観測されている[73]。可視光や近赤外波長で観測される逆S字の渦状腕の姿から「プロペラ銀河[74](Propeller Galaxy[73])」という通称もあるが、電波の波長領域では渦状腕とは逆向きに回転するジェットが観測されており[73]、別の銀河と衝突・合体したことから逆回転や盛んな星形成が生じたのではないかと考えられている[73]。
- NGC 7742：天の川銀河から約7830万 光年の距離にある[75]渦巻銀河[76]。1995年にハッブル宇宙望遠鏡 (HST) の広視野惑星カメラ2 (WFPC2) で撮像された姿は片面焼きの目玉焼きに喩えられた[77][78]。目玉焼きの黄身に当たる銀河中心核を取り巻く半径約3,000 光年のリングでは活発な星形成が成されている[77]。2型セイファート銀河に分類される活動銀河でもあり、中心部には大質量ブラックホールが存在すると推測されている[77][78]。
- ステファンの五つ子銀河：通常の銀河群よりも狭い領域に銀河が密集した「コンパクト銀河群 (英: compact group of galaxies)[79]」と呼ばれる銀河群の代表的なもので、1877年にマルセイユ天文台台長のエドゥアール・ステファンが発見した[80]ことから「ステファンの五つ子[81](Stephan's Quintet[82])」と呼ばれる。五つ子と呼ばれる NGC 7317・NGC 7318A・NGC 7318B・NGC 7319・NGC 7320 のうち、NGC 7320 を除く4つの銀河は実際に重力相互作用により結び付いているものと考えられている[81]。
- QSO J2240+0321：遠方のクエーサーが前方に位置する銀河の重力レンズ効果によって縦横4つに分裂して十字架形に見える「アインシュタインの十字架[83](Einstein Cross[84])」と呼ばれる天体の中で最初に発見された[83]。1985年にジョン・ハクラ（英語版）のチームが発見した[85]。天の川銀河から約80億 光年の距離にあるクエーサーQSO J2240+0321 が、前方の銀河Z 378-15[86]の重力によって4つに分割されて見えることで十字架のように見えている[87]。

- ケック天文台のケック望遠鏡が2009年から2016年にかけて赤外線波長で撮像した7つのデータを元に製作されたHR 8799星系の動画。4つの太陽系外惑星が公転している様子を確認できる。
- ペガスス座LL星を取り巻く原始惑星状星雲IRAS 23166+1655。連星同士の公転により、放出された物質がらせん状の渦を描いている。
- ハッブル宇宙望遠鏡 (HST) の広視野カメラ3 (WFC3) と掃天観測用高性能カメラ (ACS) で撮像された球状星団M15。
- HSTのWFC3で撮像された渦巻銀河NGC 7331。我々の天の川銀河と特徴が似ていることから、研究者に好まれる研究対象となっている。
- 2006年にHSTのACSで撮像された渦巻銀河NGC 7814。典型的なエッジオン銀河で、その姿がおとめ座のソンブレロ銀河と似ていることから、Little Sombrero とも呼ばれる。
- HSTのACSで撮像された棒渦巻銀河NGC 7479。逆S字状に見える渦状腕の姿から「プロペラ銀河」とも呼ばれる。
- 1998年にHSTが撮像した渦巻銀河NGC 7742。
- 2009年にHSTのWFC3で撮像された「ステファンの五つ子」。
- 2022年にジェイムズ・ウェッブ宇宙望遠鏡 (JWST) の近赤外カメラNIRCamと中間赤外線装置MIRIを使って撮像された「ステファンの五つ子」の合成画像。
- 1990年にHSTが撮像した「アインシュタインの十字架」。

## 流星群
ペガスス座の名前を冠した流星群のうち、IAUの流星データセンター (IAU Meteor Data Center) で確定された流星群 (Established meteor showers) とされているのは、6月ペガスス座ι流星群 (June iota Pegasids)、ペガスス座ε流星群 (epsilon Pegasids)、7月ペガスス座流星群 (July Pegasids) の3つである。6月ペガスス座ι流星群は2015年8月に追加された流星群で、6月27日頃に極大を迎える。ペガスス座ε流星群は7月8日頃に極大を迎える。2012年8月に追加された7月ペガスス座流星群は C/1979 Y1 (Bradfield)、または C/1771 A1 を母天体とする流星群で、7月10日頃に極大を迎える。

## 由来と歴史
現在では古代ギリシアの伝承に登場する翼を持つ馬ペーガソスがモチーフであるとされているが、古代ギリシアではこの馬の星座は有翼の馬ペーガソスであると特定されてはいなかった。実際、紀元前3世紀前半のマケドニアの詩人アラートスの詩篇『パイノメナ (古希: Φαινόμενα)』から帝政ローマ期のクラウディオス・プトレマイオスの天文書『ヘー・メガレー・スュンタクスィス・テース・アストロノミアース (古希: ἡ Μεγάλη Σύνταξις τῆς Ἀστρονομίας)』、いわゆる『アルマゲスト』に至るまで、この星座は単に「馬」を意味する Ἵππος (Hippos) と呼ばれてきた。例えば、アラートスの詩篇『パイノメナ』では、ペーガソスという名は全く使われていない。また、紀元前3世紀後半の天文学者エラトステネースの天文書『カタステリスモイ (古希: Καταστερισμοί)』では「この星座には翼がないのでペーガソスではあり得ないと考える人もいる」として、半人半馬の賢人ケイローンとニュムペーのカリクローの間に生まれたヒッペーが変身した姿であるとする説を紹介している。このように、ペーガソスが有力な候補とされながらも異説も出されるという状態が長く続き、星座がペーガソスと特定されるようになったのは2世紀のプトレマイオス以降のこととされる。

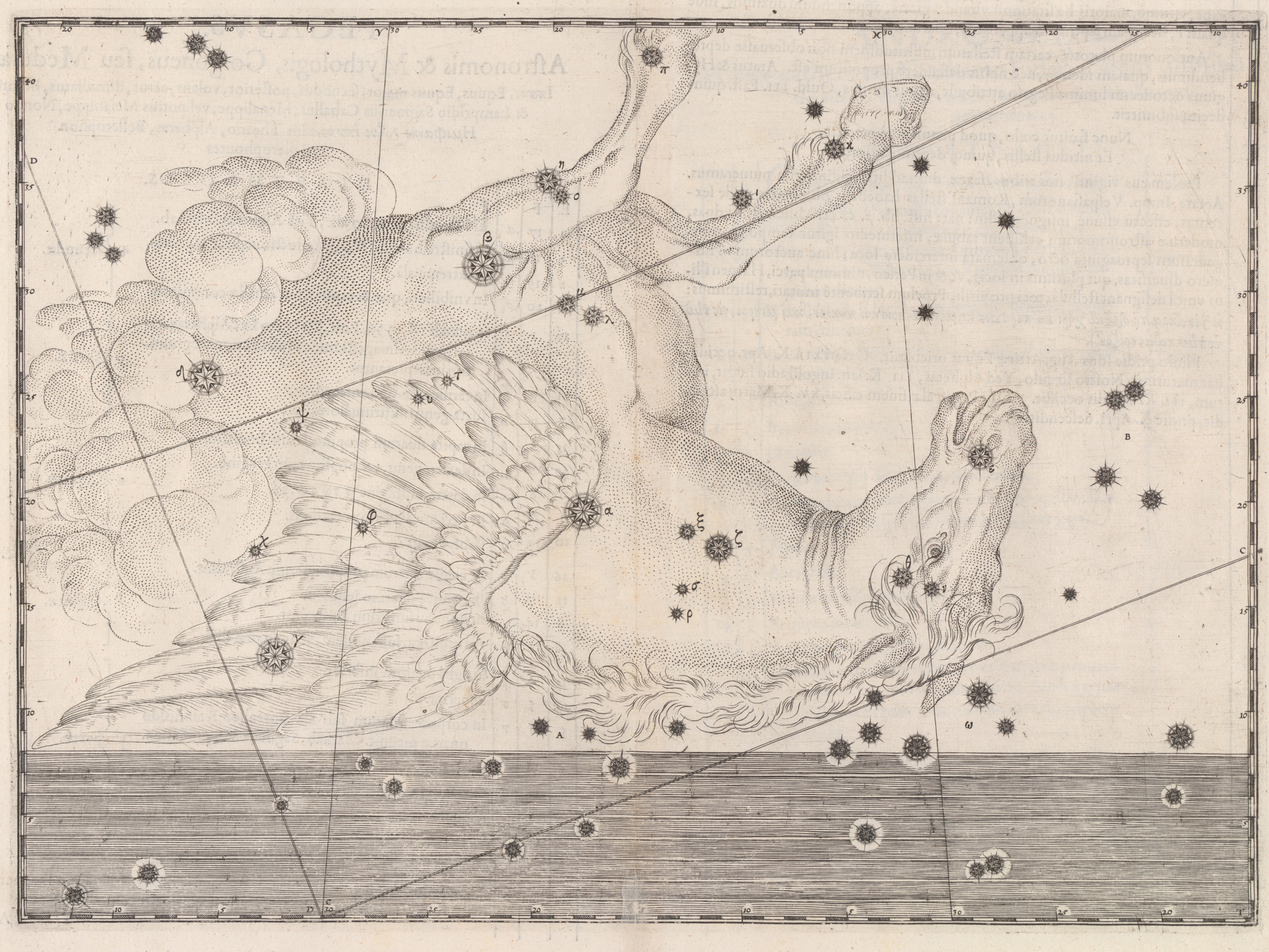
ヨハン・バイエル『ウラノメトリア』(1603) に描かれたペガスス座。

ペガスス座に属する星の数は、エラトステネースの『カタステリスモイ』や1世紀初頭の古代ローマの著作家ガイウス・ユリウス・ヒュギーヌスの『天文詩 (羅: De Astronomica)』では18個、プトレマイオスの天文書『アルマゲスト』では20個とされた。大きく時を下った17世紀初頭の1603年にドイツの法律家ヨハン・バイエルが編纂した星図『ウラノメトリア』では、α から ψ までのギリシャ文字を用いて23個の星があるとされた。
1922年5月にローマで開催されたIAUの設立総会で現行の88星座が定められた際にそのうちの1つとして選定され、星座名は Pegasus、略称は Peg と正式に定められた。1930年に全ての星座の境界線が明確に定められた際、バイエルが「へそ、アンドロメダの頭と共通」とした δ は、アンドロメダ座に属することとされた。

### 中東

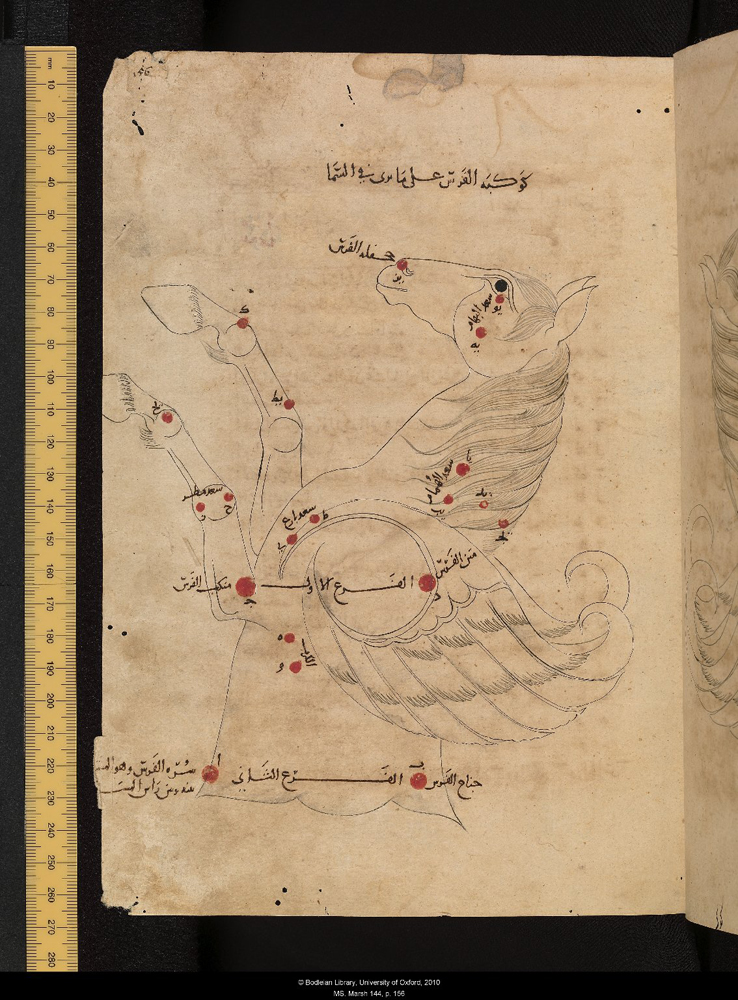
アッ・スーフィー『星座の書』(964) の1009年頃の写本に描かれたペガスス座。

ペガスス座の原型となったのは、現在のペガスス座ととかげ座の位置に置かれていたバビロニアの馬の星座であったと考えられている。しかし、現在のペガスス座が南に頭を向け、前半身しか描かれていないのに対して、バビロニアの馬の星座は北を頭に向けて全身が描かれており、一致しているのは星座の場所と前脚のみとされる。この全身を持つ馬の星座は、10世紀のペルシアの天文学者アブドゥッラハマーン・スーフィーが『アルマゲスト』を元に964年頃に著した天文書『星座の書』の中でもペガスス座とは別に描かれている。アッ・スーフィーは、この星座をペガスス座とこうま座の隣に置き、現在のとかげ座の星々を頭部、β を右脚、α を左脚とし、ペガスス座東部の星々を体と後ろ脚とする全身を描いた。
また、うお座をティグリス川とユーフラテス川に見立て、2つの川に挟まれたペガススの四辺形をバビロンと見なすこともあったとされる。紀元前500年頃に製作された粘土板文書『ムル・アピン (MUL.APIN)』では、ペガススの四辺形が「野」、ζ・θ・ε の3星が「ツバメ」の星座とされていたと考えられている。
イスラームの月宿である manzil（マンジル、詳しくは manāzil al-qamar（マナージル・アル＝カマル））では、ペガスス座の α・β が第26月宿のアル＝ファルグ・アル・アウワル、γとアンドロメダ座α が第27月宿のアル＝ファルグ・アッ＝サーニーにあたるとされた。
アッ・スーフィーの『星座の書』では、ペガスス座は「偉大な馬」を意味する al-Faras al-A'ẓam という星座名が付けられ、20個の星があるとされた。

### 中国
ドイツ人宣教師イグナーツ・ケーグラー（戴進賢）らが編纂し、清朝乾隆帝治世の1752年に完成・奏進された星表『欽定儀象考成』では、ペガスス座の星は、二十八宿の北方玄武七宿の第四宿「虚宿」、第五宿「危宿」、第六宿「室宿」、第七宿「壁宿」に配されていたとされる。
虚宿では、11番星が俸禄を司る官職を表す星官「司禄」に配された。危宿では、θ・ε が屋根の上を表す星官「危」に、2・1・12・9 の4星が万民を表す星官「人」に、π2・23 の2星が杵を表す星官「杵」に、κ・ι・32 の4星が臼を表す星官「臼」に、それぞれ配された。室宿では、α・β の2星が天帝の宮殿あるいは軍の糧食を入れる倉庫を表す星官「室」に、ζ・ξ・σ・55・66・70 の6星が雷を表す星官「雷電」に、それぞれ配された。壁宿では、γ が壁あるいは宮廷の図書館を表す星官「壁」に配された。

## 神話

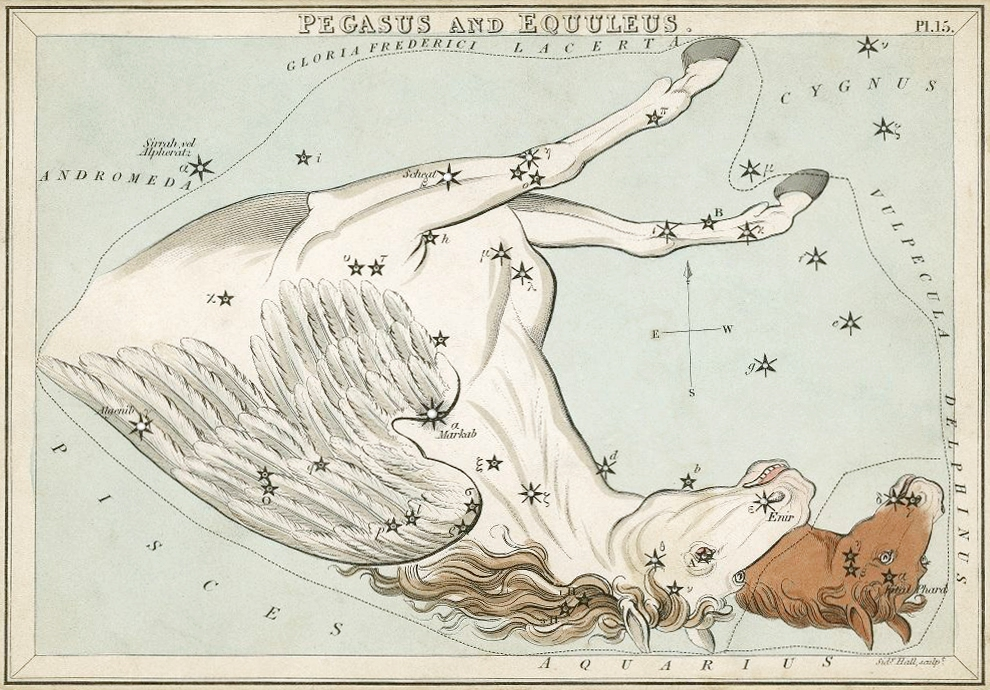
19世紀イギリスの星座カード集『ウラニアの鏡』に描かれたペガスス座とこうま座。

ペーガソスという名前はギリシャ語で「泉」または「水」を意味する Πηγαί (pegai) に由来するとされている。ペーガソスは、ムーサたちの住むボイオーティアのヘリコン山に辿り着き、ムーサたちを喜ばせようと岩を蹄で撃って、そこから泉を湧かせたとされる。なお、エラトステネースは泉を作った馬とペーガソスはそれぞれ別の馬であるとしていたが、のちのヒュギーヌスの『天文詩』やパウサニアースの『ギリシア案内記』では2頭の馬は同一視されており、2つの伝承が混交したものと見られている。
伝アポロドーロスの『ビブリオテーケー (古希: Βιβλιοθήκη)』では、翼を持つ馬ペーガソスは、ポセイドーンとメドゥーサの子で、勇者ペルセウスがメドゥーサの首を切って倒したときにクリューサーオールと共に胴体から生まれ出たとされる。そしてペーガソスはそのまま天に昇り、大神ゼウスの雷電の矢を運ぶ役目を負ったとされる。日本では、ペルセウスがアンドロメダーを助けた際にペーガソスに乗って現れたように伝えられることがあるが、古代ギリシア・ローマ時代の伝承ではペーガソスとペルセウスの間に接点はない。
リュキア王イオバテースから怪物キマイラ退治の命を受けたベレロポーンは、ペイレーネーの泉で水を飲んでいたペーガソスを女神アテーナーから授かった黄金の手綱で捕らえ、自らの乗馬とした。ペーガソスに乗ったベレロポーンは、空中から矢と槍でキマイラを打ち倒した。やがて増長したベレロポーンは、神の仲間入りをしようとペーガソスに乗って天を目指したが、ゼウスの遣わした虻を嫌ったペーガソスに振り落とされ、墜死した。ペーガソスはベレロポーンが墜死した後も天へ向かって飛び続け、ゼウスにより星座とされたとされる。
エラトステネースの『カタステリスモイ』や1世紀初頭の古代ローマの著作家ガイウス・ユリウス・ヒュギーヌスの『天文詩 (羅: De Astronomica)』では、紀元前5世紀の詩人エウリーピデースの戯曲『メラニッペー』に書かれた話として「この星座はケイローンの娘ヒッペーが婚外子の出産を父親に見られないようにするため神々に祈って変身した姿である」と伝えられている。女神アルテミスは彼女の願いを聞き入れ、彼女を星座に変えるとともに、ケイローンを表すケンタウルス座の視界にヒッペーの姿が入らないような天の領域に置いた、とされる。

## 呼称と方言
世界で共通して使用されるラテン語の学名は Pegasus、日本語の学術用語としては「ペガスス」とそれぞれ正式に定められている。現代の中国では、飞马座（飛馬座）と呼ばれている。
明治初期の1874年（明治7年）に文部省より出版された関藤成緒の天文書『星学捷径』で「ペガシエース」という読みと「翼ノアル馬」という解説が紹介された。また、1879年（明治12年）にノーマン・ロッキャーの著書『Elements of Astronomy』を訳して刊行された『洛氏天文学』では「ペガシュス」と紹介された。30年ほど時代を下った明治後期には「ペガスス」と呼ばれていたことが、1908年（明治41年）7月に刊行された日本天文学会の会報『天文月報』の第1巻4号に掲載された「七月の天」と題した記事で確認できる。この訳名は、東京天文台の編集により1925年（大正14年）に初版が刊行された『理科年表』にも「ペガスス」として引き継がれ、1944年（昭和19年）に天文学用語が見直しされた際も「ペガスス」が継続して使用されることとされた。戦後も継続して「ペガスス」が使われ、1952年（昭和27年）7月に日本天文学会が「星座名はひらがなまたはカタカナで表記する」とした際も Pegasus の日本語名は「ペガスス」とされ、以降も継続して用いられている。
これに対して、天文同好会の山本一清らは異なる読みを充てていた。天文同好会の編集により1928年（昭和3年）4月に刊行された『天文年鑑』第1号では、星座名 Pegasus に対して「ペガスス」の読みを充てた。しかし、翌1929年（昭和4年）刊行の第2号ではこれを「ペガス」と改め、以降の号でもこの表記を継続して用いた。これについて山本は東亜天文学会の会誌『天界』1934年4月号の「天文用語に關する私見と主張 (2)」という記事の中でCentaurusやCepheusやPerseusや，Taurusや，Pegasus等の語尾のは，ラテン語の男性名詞を表はす語尾なのだから，此等を日本語に譯する場合には必ずしも性に囚われる必要はない．（元々，日本語には性の區別は無いのだから．）只，「センタウル」，「セフェ」，「ペルセ」，「牛」，「ペガス」で好いのである．と述べている。

### 方言
日本各地に、α・β・γ・アンドロメダ座αの4つの星に対する呼称が伝わっている。静岡県御前崎市白羽で「シボシ（四星）」と呼ばれていたことが、1943年（昭和18年）の実地調査で確認されている。また静岡県静岡市葵区清沢では「ヨツボシ（四つ星）」という呼称が伝えられていた。また、四辺形の四隅に星があることに由来する「ヨツマボシ（四隅星）」という呼称が、埼玉県坂戸市入西・静岡県富士宮市淀師・御前崎市白羽に、「ヨスマボシ（四隅星）」という呼称が静岡県静岡市清水区河内に、それぞれ伝わっていた。4つの星が形作る四辺形を枡に見立てた呼称としては、「マスボシ（枡星）」が富山県射水市大島に、「マスガタボシ（枡形星）」が新潟県胎内市中条・広島県賀茂郡に伝わっていた。熊本県北部や新潟県村上地方では、ペガススの四辺形を枡に、アンドロメダ座β・γ・δの3星を柄に見立てた「サカマス（酒枡）」という呼称が伝わっている。このほか、四辺形を狩猟で獲った動物の皮を木の板に張って乾燥させた姿に見立てた「カワハリボシ・カアハリボシ・カハリボシ（皮張り星）」などの呼称が静岡県静岡市各地に伝わっている。